# Королівство Корку Дуйбне

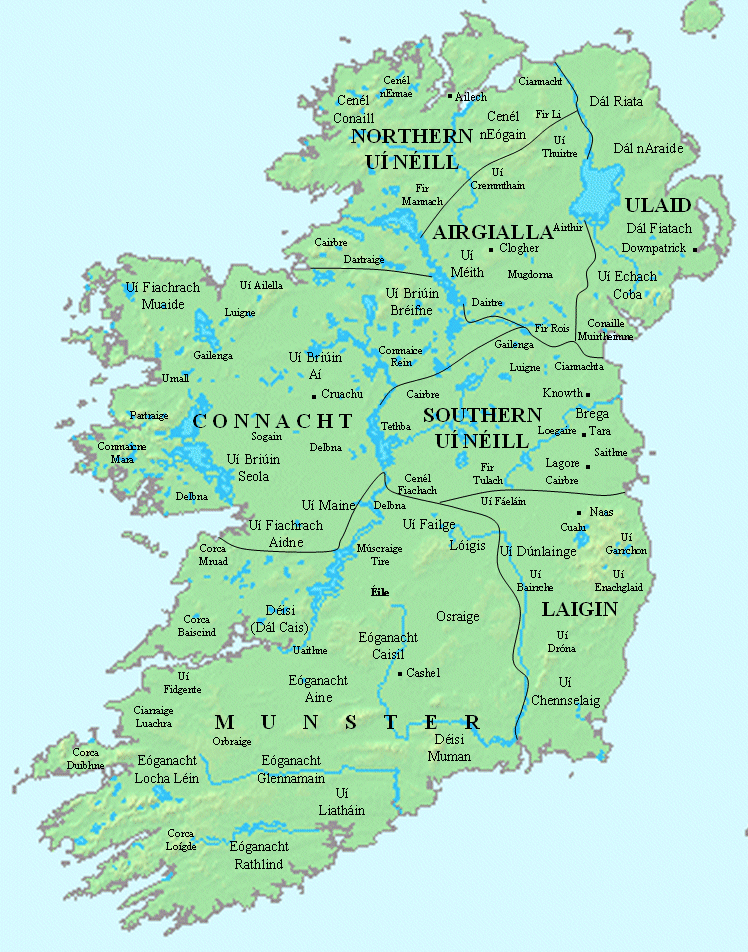
Племена, королівства, найбільші клани в Ірландії в ранньому середньовіччі біля 800 року.

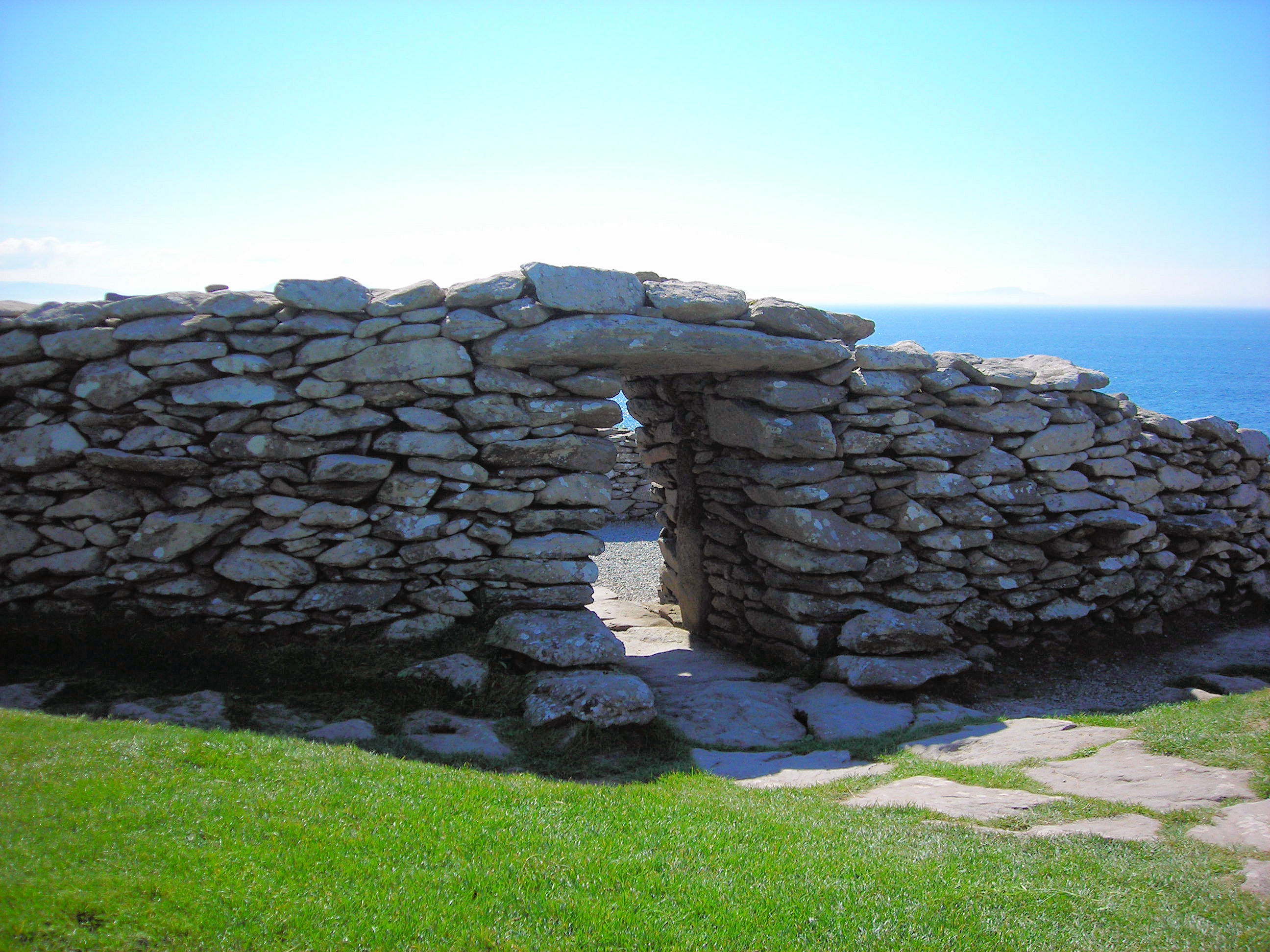
Руїни фортеці Дунберг на півострові Дінгл.

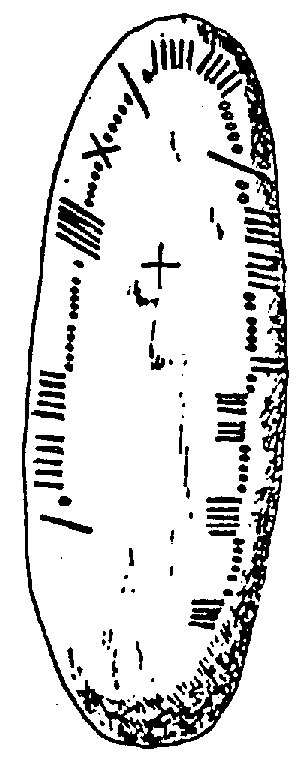
Камінь з огамічним написом (огам), знайдений в Баллінтаґґарт, графство Керрі. Текст на камені: «МАККІ ЙАРІ КОЙ МАККІ МУККОЙ ДОВІНІАС».

Королівство Корку Дуйбне (ірл. — Corcu Duibne) — королівство, однойменний клан та плем'я (туат), що існували в давній та середньовічній Ірландії у нинішньому графстві Керрі, зокрема на півостровах Дингл та Івере. Правильніше називати Корку Дуйбне кланом, але цей клан вважав себе і територію яку він займав окремим королівством, хоч і визнавав над собою владу королів Манстеру та Верховних королів Ірландії. Туат належав до групи племен Ерайн (ірл. — Érainn) і стверджував, що він походить від верховного короля Ірландії Конайре Мора. Судячи по всьому далекі родичі цього клану жили в королівстві Дал Ріада, і нині живуть в Ольстері та сучасній Шотландії. Також згідно середньовічних переказів та генеалогій родичами цього клану є ірландські клани Мускрайге (ірл. — Múscraige) та Корку Байскінд (ірл. — Corcu Baiscind). Ці клани і племена належали до гілки Сіл Конайрі (ірл. — Síl Conairi), що вели своє походження від стародавнього клану Дедад (ірл. — Clanna Dedad).

## Септи клану та взаємовідносини з іншими королівствами Ірландії
Правлячими і панівними септами в клані Корку Дуйбне були септи О'Ші (ірл. — O'Shea), О'Фалві (ірл. — O'Falvey) і, можливо, О'Коннел (ірл. — O'Connell).
З усіх написів огам, знайдених в Ірландії, біле третини огамічних каменів були знайдені саме на території Корку Дуйбне. Ці написи свідчать, що вже в V столітті, а можливо і набагато раніше, клан Дуйбне жив на цій території і мав своїх вождів — «королів». Згідно цих написів в той час клан виводив своє походження від предка жіночої статі — праматері Довінії (ірл. — Dovinia).
В епоху залізної доби (а можливо й раніше — в епоху бронзової доби) на вершині гори Кахеркорні (ірл. — Caherconree) була фортеця, названа на честь легендарного Ку Рої (ірл. — Cú Roí) — місцевого вождя чи короля, двоюрідного брата верховного короля Ірландії Конайре Мора. Гора і залишки укріплення знаходяться на півострові Дінгл. Назва півострова, очевидно, пов'язана з назвою клану — сучасна ірландська назва півострова і клану, що ним володів Корке Ювьне (ірл. — Corca Dhuibhne). Про короля Ку Рої в ірландській міфології та історичних переказах є чимало легенд. Зокрема, розповідається, що він володів магією, був чарівником і завдяки цьому його фортеця була неприступною для ворогів. Ку Рої в легендах та переказах виступає як мудрий суддя, сильний воїн, що вступав у поєдинки з героями свого часу — Коналом, Лаоґайром, Кухуліном і виходив з сутичок переможцем. Але, зрештою, Ку Рої загинув від руки Кухуліна після суперечки щодо жінки на ім'я Блатнайд. Суперечка мала трагічний фінал — жінка не дісталася ні Ку Рої, якого вбили через неї, ні Кухуліну — Блатнайд кинулась зі скелі в прірву разом з музикантом в якого вона закохалась.
Землі цього клану — гори Сліве Міш та річка Фінґлас оспівані в багатьох легендах та міфах. Саме тут висадились на берег сини Міля — гойдали — предки сучасних ірландців, тут відбулась перша битва гойделів з племенем Богині Дану, тут загинула королева гойделів Скотт і тут була похована, тут гойдели зустріли королеву Банбу, іменем якої вони називали острів Ірландія — Банба. На території, що історично належала клану Корку Дуйбне є величезна кількість історичних та археологічних пам'яток різних епох. Перелік їх нараховує 1572 назви. Це наскельні зображення, мегалітичні гробниці, менгіри, дольмени, кургани, руїни фортець, огамічні камені, священні колодязі та ін. Деякі місця гір Сліве Міш пов'язують з божевіллям. Долина Ґленн на н-Ґальт (ірл. — Gleann na n-Gealt) вважається долиною, яку мусять відвідати всі божевільні в Ірландії. Тут блукав божевільний король Суйвне — «Божевільний Свіні». Гори Сліве Міш були названі на часть королеви Міс, яка збожеволіла, почувши, що її батько загинув у битві.
Відносини між кланом Корку Дуйбне та сусіднім могутнім кланом Еогнахта Лоха Лейн (ірл. — Eóganacht Locha Léin) були складними, але схоже, що вони визнавали деякий час владу королівства Йармуман (ірл. — Iarmuman). Королівство Корку Дуйбне було віддалено від центру влади королівства Манстер (Муму) до якого воно номінально належало — від Еогнахт Хашіль (ірл. — Eóganacht Chaisil) — фортеці «Гора королів», тому королівство Корку Дуйбне було фактично незалежним у І тисячолітті.

## Походження клану і королівства Корку Дуйбне
Текст VIII століття — скела «Вигнання Десі» говорить, що засновником клану Корку Дуйбне був однойменний чоловік Корк Дуйбне (ірл. — Corc Duibne) з гілки королівського роду Ерайнн (ірл. — Érainn), що називалася Сіл Конайрі за іменням предка — верховного короля Ірландії Конайре Мора. У пізній версії тексту «Вигнання десі» є довгий епізод народження, дитинства та життя Корка Дуйбне. Згідно з цією версією Корк Дуйбне та його брат-близнюк Кормак були внуками верховного короля Ірландії Конайре Коема (ірл. — Conaire Cóem), синами Койпре Муска (ірл. — Coirpre Músc) з клану Мускрайге та Дуйхінд (ірл. — Duihind). Їх народження вважали ганьбою і прокляттям і вирішили принести в жертву. Але їх захистив друїд запропонувавши відвести їх на острови Ініс Бой за межами Ірландії. Друїд тут же виголосив пророцтво щодо цих близнюків та великі діяння, які вчинять їх нащадки. Друїд щоранку здійснює ритуал очищення близнюків на спині священної корови з червоними вухами з потойбічного світу, щоб зняти прокляття. Нарешті одного ранку прокляття з близнюків переходить у корову, яка стрибає в океан і перетворюється на скелю Бо Бой (ірл. — Bó Boí). Друїд привозить близнюків до їх бабусі — Сарайт (ірл. — Sárait) — дочки верховного короля Ірландії Конна Сто Битв і переконує її взяти близнюків до себе на виховання. Потім Корк виріс і вирушив служити верховному королю Ірландії Кормаку мак Арту, який мав конфлікт з васальним племенем десі та вождем цього племені Енгусом Отруйний Спис. У результаті війни плем'я десі було вигнане з Тари і з центральної Ірландії і почало блукати в пошуках нової батьківщини. Корк приєднався до друїда — свого прийомного батька. Він мандрував разом з ним по Ірландії і брав участь у багатьох битвах. Зрештою, десі примандрували до місць, де колись виховувався Корк. Він спробував переконати десі лишитися жити тут, але марно. Десі помандрували далі, а Корк лишився і заснував у цих місцях новий клан.

## Сучасні септи
До сучасних септ клану Корку Дуйбне належать наступні септи, що по суті стали самостійними кланами:
- О'Фалві (ірл. — O'Falvey)
- О'Ше (ірл. — O'Shea)
- О'Коннел (ірл. — O'Connell)